# 白鳥公園
白鳥公園（しろとりこうえん）は愛知県名古屋市熱田区にある都市公園。「名古屋国際会議場」とその「南広場」、「白鳥庭園」を中核に、旗屋町の街区公園、白鳥町にある古墳公園「白鳥御陵」で構成されている。

## 名古屋国際会議場とその南広場
名古屋市を代表する公園のひとつで、桜の名所としても知られる。
名古屋国際会議場とその南広場は、かつて林野庁の白鳥貯木場および、国鉄白鳥駅であった。跡地は、昭和60年度までに名古屋市が取得し、公園と住宅地にすることとなった。
1989年（平成元年）には、世界デザイン博覧会の白鳥会場として使用された。
公園の北端には名古屋国際会議場があり、中央付近にはオアシス広場が置かれて、「創造の柱」が設置されている。南端にはかつての貯木場の痕跡を残す太夫堀があり、中部森林管理局名古屋事務所「熱田白鳥の歴史館」が隣接する。
さらに南側には白鳥庭園、熱田生涯学習センター、林野庁の中部森林管理局名古屋事務所がある。
堀川を挟んだ対岸にある熱田神宮公園とは熱田記念橋（人道橋）で繋がれており、熱田球場などと連絡している。さらに、南側には御陵橋（人道橋）があり、下記の白鳥公園（旗屋町公園・白鳥町古墳公園）などにも行けるようになっている。
2007年（平成19年）には、中部森林管理局の木材販売所およびその保管場所、住宅展示場の跡地の一部に名古屋学院大学名古屋キャンパスの名古屋キャンパス白鳥学舎が移転した。
また、住宅展示場の跡地には、ヴィー・クオレタワー白鳥庭園という免震構造の高層マンションが建った。
公園の一部として堀川の護岸が整備されている。1989年（平成元年）の世界デザイン博覧会時、1992年（平成4年）の国際会議場増築時などに順次整備され、太夫堀とともに親水公園としての機能をもっている。また、堀川の遊覧船が楽しめるように船乗り場としても活用できるよう工夫されている。
御園座で行われる興行の成功を祈念するべく、出演する役者の船乗り込みが本公園の堀川の桟橋でなされる。乗り込みを行った後は堀川を遡り、御園座近くの広小路通（愛知県道60号名古屋長久手線）の納屋橋より上陸する。

## 白鳥庭園
かつての街区公園「白鳥公園（熱田西町公園）」を世界デザイン博覧会を機に改築した公園。
もともと白鳥庭園とする計画であった公園で、1983年（昭和58年）から1991年（平成3年）までかけて整備した。
詳しくは、白鳥庭園の項を参照。

## 白鳥公園（旗屋町公園・白鳥町古墳公園）
白鳥庭園の対岸に位置する旗屋町2丁目の街区公園も白鳥公園の名称で呼ばれている。また市道を挟んだ法持寺に隣接する白鳥町1丁目の区画にも白鳥公園の表示があり、園内には「白鳥御陵（白鳥古墳）」がある。こちらの公園そばにも人道橋の御陵橋が掛かっているが、行き来する公園利用者はあまり居ない。

## アクセス
自動車
- 駐車場600台を完備、1日700円。

名古屋市営地下鉄
- 名古屋市営地下鉄名港線 日比野駅より徒歩で約10分。
- 名古屋市営地下鉄名城線 西高蔵駅より徒歩で約10分、熱田神宮西駅より徒歩で約10分。